# Verwaltungsgemeinschaft Schöneck/Mühlental
Die Verwaltungsgemeinschaft Schöneck/Mühlental befindet sich im Vogtlandkreis im Freistaat Sachsen.
Ihr gehört neben der Stadt Schöneck/Vogtl. die Gemeinde Mühlental an.